# Yvorne
Yvorne es una comuna suiza del cantón de Vaud, ubicada en el distrito de Aigle. La comuna se encuentra situada en la riva superior del río Ródano. Limita al norte con las comunas de Chessel, Roche y Corbeyrier, al este con Leysin, al sur con Aigle, y al oeste con Vouvry (VS).
La comuna formó parte del círculo de Aigle, disuelto el 31 de diciembre de 2007 tras la introducción de la nueva ley de ordenamiento territorial del cantón de Vaud.